# ヴェンデウ・ナシメント・ボルジェス
ヴェンデウ・ナシメント・ボルジェス（Wendell Nascimento Borges, 1993年7月20日 - ）は、ブラジル・フォルタレザ出身のサッカー選手。ブラジレイロ・セリエA・サンパウロFC所属。ポジションはディフェンダー。ブラジル代表。

## 経歴
2011年、ブラジルのイラチSCでプロキャリアをスタートさせ、2012年にロンドリーナECに移籍し、その後に複数クラブにレンタル移籍した。
2014年2月27日、ドイツのバイエル・レバークーゼンに5年契約で移籍することが決まった。レバークーゼンへの合流は夏以降となる。
2021年8月19日、FCポルトと2025年までの契約を結んだ。

## 代表歴
U-20ブラジル代表として、2014年のトゥーロン国際大会に出場し、優勝に貢献した。
2016年9月、2018 FIFAワールドカップ・南米予選のボリビア代表戦およびベネズエラ代表戦に挑むブラジル代表に初招集された。
2024年5月、30歳にして初のコパ・アメリカ2024に出場するブラジルA代表メンバーに選出された。

## タイトル

### クラブ
ロンドリーナEC
- カンピオナート・パラナエンセ : 2013

### 代表
U-20ブラジル代表
- トゥーロン国際大会 : 2014